# پجت
- پجت روستایی است از توابع بخش هزارجریب شهرستان نکا در استان مازندران ایران.
- مردم پجت از قومیت طبری هستند.[۱] مردم پجت به زبان طبری (مازندرانی) سخن می‌گویند.[۲]
- شغل مردم این منطقه دامداری ، کشاورزی و... می باشد.
- اکثر مردم این منطقه به خاطر کمبود امکانات این روستا مهاجرت به شهر نکا انجام داده اند.
- روستای پجت در فاصله ۴۴ کیلومتری از شهرستان نکا در گردنه جنوبی رشته کوههای معروف به سوچلما و قله قنبربند واقع شده است .
- این روستا از دو مسیر جنگلی راه ارتباطی دارد.
- 1- مسیر فرعی  جاده استخرپشت به شیتُ که از جنگلهای خنک عبور می کندبه روستای پجت می رسد.
- 2- همچنین جاده استخر پشت به ارم از جنوب روستای پجت می گذرد،یکی دیگر از راههای ارتباطی به این روستا است.با عبور از مسیر ضلع شمالی به روستای پجت ، یکی از نهالستان های ترویجی پژوهشی و زیبای مربوط به شرکت نکا چوب در منطقه ای به نام اسبوکلا در ورودی روستا جلوه خاصی دارد.

## جمعیت
این روستا در دهستان استخرپشت قرار دارد و براساس سرشماری مرکز آمار ایران در سال 1390، جمعیت آن 345نفر (99خانوار) بوده‌است. مردم پجت از قومیت طبری هستند. مردم پجت به زبان طبری (مازندرانی) سخن می‌گویند.

## گردشگری
- این روستا به خاطر مکان خوب و چشم انداز مناسب یکی از زیباترین روستا های هزار جریب شهرستان نکا  می باشد.
- یکی از مکان های خوب گردشگری این منطقه امامزاده ابراهیم (ع)که از نوادگان امام حسن مجتبی هست که  رو به روی روستای پجت که در جاده روستای سوچلما قرار گرفته است.
- امام زاده سه تن (قادر-عبدا... -محمد)در ارتفاعات روستا،از دیگر جاذبه های گردشگرپذیر این روستا هستند.
- چند چشمه و درخت های سر به فلک به زیبایی این روستای پجت افزوده است.